# فرودگاه مگیدو
فرودگاه مگیدو (به انگلیسی: Megiddo Airport) (به زبان بومی: Shachar 7) یک فرودگاه همگانی است که یک باند فرود آسفالت دارد و طول باند آن ۲۳۷۷ متر است. این فرودگاه در شهر عفوله کشور اسرائیل قرار دارد و در ارتفاع ۶۱ متری از سطح دریا واقع شده‌است.